# محمد جاسم الكواري
محمد جاسم آل جهام الكواري سياسي ودبلوماسي قطري، والسفير الحالي لدولة قطر في المكسيك، ولد في الدوحة بتاريخ 7 نوفمبر 1968م، بدأ حياته السياسية كقائد عسكري في عدة مجالات وكان له بصمة كبيرة وأكتسب خبرات متراكمة نظراً لطول سنوات الخدمة العسكرية، انهى الكواري دراسته العليا في الولايات المتحدة المكسيكية، ثم انتقل إلى المجال الرياضي فأصبح عضو في اللجنة المنظمة لبطولة العالم لألعاب القوى في الدوحة عام 2019 بالإضافة إلى عدة نشاطات رياضية أخرى وانتدب من قبل وزارة الخارجية ليتقلد منصب سفير لدولة قطة قطر في المكسيك بدرجة سفير مفوض.

## المؤهلات العلمية
- ماجستير في العلوم العسكرية من جامعة هامبورغ في جمهورية ألمانيا الإتحادية.
- ماجستير في الإدارة التنفيذية، جامعة أبردين، في جمهورية أيرلندا.
- طالب دكتوراه في الإدارة العامة والسياسة الاجتماعية في جامعة باخا كاليفورنيا في الولايات المتحدة المكسيكية.

## الخبرات المهنية
- قائد الدفاع الساحلي.
- قائد التسليح / القيادة العامه.
- ضابط عمليات / القوات البحرية.
- قائد بطارية صواريخ اكسوسيت القوات البحرية.
- ضابط بطارية صواريخ اكسوسيت القوات البحرية.
- أمين عام الاتحاد القطري لألعاب القوى.
- نائب الأمين العام الاتحاد القطري للسكواش.
- سفير دولة قطر لدى المكسيك منذ العام 2018م، وما زال.[2]

### العضويات والأنشطة الرياضية
- عضو اللجنة المنظمة لبطولة العالم لألعاب القوى DOHA 2019.[3]
- عضو نادي الجيش الرياضي.
- عضو الاتحاد الرياضي العسكري.